# Ernesto Oliveira
Ernesto Oliveira (28 luglio 1921 – 24 febbraio 2016) è stato un calciatore portoghese, di ruolo portiere.

## Carriera

### Nazionale
Ha collezionato sei presenze con la propria Nazionale.

## Statistiche

### Cronologia presenze e reti in Nazionale
| Cronologia completa delle presenze e delle reti in nazionale ― Portogallo | Cronologia completa delle presenze e delle reti in nazionale ― Portogallo | Cronologia completa delle presenze e delle reti in nazionale ― Portogallo | Cronologia completa delle presenze e delle reti in nazionale ― Portogallo | Cronologia completa delle presenze e delle reti in nazionale ― Portogallo | Cronologia completa delle presenze e delle reti in nazionale ― Portogallo | Cronologia completa delle presenze e delle reti in nazionale ― Portogallo | Cronologia completa delle presenze e delle reti in nazionale ― Portogallo |
| Data                                                                      | Città                                                                     | In casa                                                                   | Risultato                                                                 | Ospiti                                                                    | Competizione                                                              | Reti                                                                      | Note                                                                      |
| ------------------------------------------------------------------------- | ------------------------------------------------------------------------- | ------------------------------------------------------------------------- | ------------------------------------------------------------------------- | ------------------------------------------------------------------------- | ------------------------------------------------------------------------- | ------------------------------------------------------------------------- | ------------------------------------------------------------------------- |
| 14-5-1950                                                                 | Oeiras                                                                    | Portogallo                                                                | 3 – 5                                                                     | Inghilterra                                                               | Amichevole                                                                | -5                                                                        |                                                                           |
| 21-5-1950                                                                 | Oeiras                                                                    | Portogallo                                                                | 2 – 2                                                                     | Scozia                                                                    | Amichevole                                                                | -2                                                                        |                                                                           |
| 8-4-1951                                                                  | Oeiras                                                                    | Portogallo                                                                | 1 – 4                                                                     | Italia                                                                    | Amichevole                                                                | -2                                                                        |                                                                           |
| 12-5-1951                                                                 | Cardiff                                                                   | Galles                                                                    | 2 – 1                                                                     | Portogallo                                                                | Amichevole                                                                | -2                                                                        |                                                                           |
| 19-5-1951                                                                 | Liverpool                                                                 | Inghilterra                                                               | 5 – 2                                                                     | Portogallo                                                                | Amichevole                                                                | -5                                                                        |                                                                           |
| 17-6-1951                                                                 | Oeiras                                                                    | Portogallo                                                                | 1 – 1                                                                     | Belgio                                                                    | Amichevole                                                                | -1                                                                        |                                                                           |
| Totale                                                                    |                                                                           | Presenze                                                                  | 6                                                                         |                                                                           | Reti                                                                      | -17                                                                       |                                                                           |